# TV Tropes
TV Tropesは創作物にありがちな様々な描写方法、プロット組立のための道具立て、「お約束」など（Trope、トロープ）を収集するWikiである。2004年にサイトが設立された時点ではテレビと映画のトロープのみを扱っていたが、現在ではその範囲は文学、コミック、テレビゲームから広告、玩具に到るまで様々なメディアに至っている。Wikiとしてはカジュアルなトーンが特徴である。

## 概要
Tvtropesはバフィー 〜恋する十字架〜を専門に扱うサイトからはじまり、それ以来扱う内容は増え続け、映画、小説、演劇、テレビゲーム、アニメ、漫画、コミック、ファンフィクションやインターネット上の出来事まで何千にも及ぶ。設立以来のポリシーとして記事に明確な基準は設けていない。
このサイトには様々な作品（映画作品、テレビシリーズなど）に個別ページがあり、その作品の簡単な概要と共に関連するトロープがどのように使われているか簡潔な説明と共にリストされている。また個別のトロープのページではその逆でそのトロープの説明の下にそれが見られる作品がリストされている。